# 巴特利特 (密蘇里州香農縣)
巴特利特（英語：Bartlett）是位於美國密蘇里州香農縣的非建制地區。

## 歷史
巴特利特的郵局於1888年設立，其後於1941年停運。

## 地理
巴特利特所處的海拔為高於海平面321米（即1053英呎），而該地所採用的時區為UTC-6，即北美中部時區（CST）。同時該地設有夏令時間，為UTC-6調快一小時，即UTC-5（CDT）。